# Калинівці Купаренка
Калинівці Купаренка, Келінешть, Келінешті, Келінешть-Купаренку, Келінешті-Купаренку (рум. Călinești) — село у повіті Сучава в Румунії. Входить до складу комуни Шербеуць.

## Розташування
Село знаходиться на відстані 387 км на північ від Бухареста, 29 км на північ від Сучави, 132 км на північний захід від Ясс.

## Історія
Давнє українське село Калинівці на південній Буковині. За переписом 1900 року в селі було 212 будинків, проживали 982 мешканці (871 українець, 74 румуни, 35 німців). А на території фільварку було 5 будинків і проживав 51 мешканець (12 українців, 25 німців та 14 осіб інших національностей).

## Населення
За даними перепису населення 2002 року у селі проживали 1207 осіб.
Національний склад населення села:
| Національність | Кількість осіб | Відсоток |
| -------------- | -------------- | -------- |
| румуни         | 1158           | 95,9%    |
| українці       | 49             | 4,1%     |

Рідною мовою назвали:
| Мова       | Кількість осіб | Відсоток |
| ---------- | -------------- | -------- |
| румунська  | 1141           | 94,5%    |
| українська | 66             | 5,5%     |